# 馬三才
馬三才（1516年—1580年），字思參，號松里，浙江杭州府仁和縣民籍，德清縣人，明朝政治人物。

## 生平
正德十一年（1516）生。生平治《易經》。嘉靖二十二年（1543年）癸卯科浙江鄉試第三十九名舉人。嘉靖二十六年（1547年）中式丁未科会试第255名，三甲157名進士，四月改庶吉士，二十八年十月授山东道御史，三十三年巡按直隶，三十四年三月提督北直隸學校，三十七年二月升太僕寺少卿，九月升南京通政司右通政，萬曆八年（1580年）卒。

## 家族
曾祖馬恒；祖父馬景暹，七品散官；父馬瓏，母張氏。具庆下。兄三元、三畏、三省。弟三錫、三綱